# Kjællingeholmsdysse
Der Kjællingeholmsdysse war eine megalithische Grabanlage der jungsteinzeitlichen Nordgruppe der Trichterbecherkultur im Kirchspiel Ølstykke in der dänischen Kommune Egedal. Er wurde im 19. oder frühen 20. Jahrhundert zerstört.

## Lage
Das Grab lag in Egedal By an der Stelle eines heutigen Häuserblocks an der Südseite der Rådhusstrædet. In der näheren Umgebung gibt bzw. gab es zahlreiche weitere megalithische Grabanlagen.

## Forschungsgeschichte
Im Jahr 1875 führten Mitarbeiter des Dänischen Nationalmuseums eine Dokumentation der Fundstelle durch. Zu dieser Zeit war die Anlage nur noch in Resten erhalten. Bei einer weiteren Dokumentation im Jahr 1942 waren keine baulichen Überreste mehr auszumachen. 2012 erfolgte im Zuge der Bebauung des Standorts eine Nachgrabung durch Mitarbeiter des Kroppedal Museums, bei der aber keine vorgeschichtlichen Befunde angetroffen wurden.

## Beschreibung
Die Anlage besaß eine rechteckige Hügelschüttung, die 1875 noch auf einer Länge von 25 m erhalten war. Die Breite betrug 8 m. Zur Orientierung liegen keine Angaben vor. Von der Umfassung waren noch einige Steine erhalten, die in Abständen zwischen 0,9 m und 1,2 m voneinander entfernt standen.
In der Mitte des Hügels befand sich eine Grabkammer, die wohl als Dolmen anzusprechen ist. Sie war 1875 bereits vollständig zerstört. Zu den Maßen, der Form und der Orientierung der Kammer liegen keine Angaben vor.